# ماري كلود بيبو
ماري كلود بيبو (بالإنجليزية: Marie-Claude Bibeau)‏ (من مواليد 4 أبريل 1970) هي سياسية كندية أنتخبت لمجلس العموم في الانتخابات الفيدرالية لعام 2015. هي عضو في الحزب الليبرالي الكندي، وأدت اليمين الدستورية كوزيرة للتنمية الدولية والفرانكوفونية في 4 نوفمبر 2015. وفي مارس 2019 عينت كأول وزيرة للزراعة.